# Bernard Bolzano
Bernard Placidus Johann Nepomuk Bolzano (ur. 5 października 1781 w Pradze, zm. 18 grudnia 1848 tamże) – czeski uczony pochodzenia włosko-niemieckiego: matematyk, filozof, teolog i historyk, a także duchowny katolicki; wykładowca Uniwersytetu Karola w Pradze.
Prace Bolzana dotyczyły między innymi logiki i analizy matematycznej.

## Życiorys
Urodził się w rodzinie katolickiej. Ojciec, Bernard Pompeius Bolzano, pochodził z północnych Włoch i przeprowadził się do Pragi, gdzie ożenił się z Marią Cecelią Maurer pochodzenia niemieckiego. W 1796 rozpoczął studia na Uniwersytecie w Pradze z zakresu matematyki, filozofii i fizyki, a w 1800 także teologii. Został wyświęcony na księdza katolickiego w 1804.
Jako ksiądz katolicki i teolog objął nowo utworzoną katedrę filozofii religii. Jego wykłady – zwłaszcza z filozofii – cieszyły się dużą popularnością. Jednakże z powodu konfliktu z władzami austriackimi został odsunięty od pracy na Uniwersytecie. Wtedy zajął się pisarstwem.

## Twórczość
Jego dzieła poświęcone były matematyce, teologii, ekonomii, dydaktyce, religii i logice. Jego prace opublikowano dopiero po jego śmierci, przez co jego osiągnięcia są przypisywane innym naukowcom. Był pierwszym, który podał w pełni ścisłą definicję granicy ciągu. Wykazał także, że każdy ograniczony ciąg liczb rzeczywistych posiada podciąg zbieżny (twierdzenie Bolzana-Weierstrassa, obecnie formułowane w ogólnej postaci w przestrzeni {\displaystyle R^{n}}).
Bolzano był także pierwszym, który udowodnił ciągłość wielomianów.